# Crystal Bowersox
Crystal Lynn Bowersox (* 4. August 1985 in Elliston, Ohio) ist eine US-amerikanische Singer-Songwriterin. Im Jahr 2010 nahm sie an der neunten Staffel von American Idol teil und erreichte den zweiten Platz.

## Leben
Crystal Bowersox wurde am 4. August 1985 in Elliston (Ohio) geboren. Sie ging in Oak Harbor (Ohio) auf die High School und in Toledo (Ohio) auf die School for the Arts. Bowersox ist allein erziehende Mutter eines Sohnes.

## American Idol
Sie sang in Chicago (Illinois) vor. Während der gesamten Staffel war Bowersox eine Favoritin der Jury und bekam gute Kritiken. Sie war nie unter den letzten zwei bzw. drei (englisch bottom two or three). Am 25. Mai 2010 unterlag Bowersox Lee DeWyze im Finale. Damit war sie seit Jordin Sparks (2007) die erste Frau im Finale.

### Auftritte
| Show              | Lied                                                                             | Originalinterpret                            |
| ----------------- | -------------------------------------------------------------------------------- | -------------------------------------------- |
| Audition          | Piece of My Heart                                                                | Erma Franklin                                |
| Hollywood         | (You Make Me Feel Like) A Natural Woman Get Ready (Gruppe) If It Makes You Happy | Aretha Franklin The Temptations Sheryl Crow  |
| Top 24 (12 Women) | Hand in My Pocket                                                                | Alanis Morissette                            |
| Top 20 (10 Women) | Long as I Can See the Light                                                      | Creedence Clearwater Revival                 |
| Top 16 (8 Women)  | Give Me One Reason                                                               | Tracy Chapman                                |
| Top 12            | You Can’t Always Get What You Want                                               | The Rolling Stones                           |
| Top 11            | Me and Bobby McGee                                                               | Roger Miller                                 |
| Top 10            | Midnight Train to Georgia                                                        | Gladys Knight & the Pips                     |
| Top 9 (1)         | Come Together                                                                    | The Beatles                                  |
| Top 9 (2)         | Saved                                                                            | Elvis Presley                                |
| Top 7             | People Get Ready                                                                 | The Impressions                              |
| Top 6             | No One Needs to Know                                                             | Shania Twain                                 |
| Top 5             | Summer Wind                                                                      | Wayne Newton                                 |
| Top 4             | Falling Slowly (mit Lee DeWyze) I’m Alright                                      | Glen Hansard & Markéta Irglová Kenny Loggins |
| Top 3             | Come to My Window Maybe I’m Amazed                                               | Melissa Etheridge Paul McCartney             |
| Finale            | Me and Bobby McGee Black Velvet Up to the Mountain                               | Roger Miller Alannah Myles Patty Griffin     |

## Diskografie

### Alben
- Season 9 Favorite Performances (2010)
- Farmer’s Daughter (2010)
- All That for This (2013)

### Singles
- Up to the Mountain (2010)